# Punción ovárica
Una punción ovárica o punción folicular consiste en realizar una punción en los folículos ováricos con el fin de aspirar su contenido y recuperar los óvulos con distintos fines, como pueden ser la conservación de los mismos, la donación de gametos o la realización de tratamientos de reproducción asistida como el ICSI o la fecundación in vitro.
Es el segundo de los pasos a seguir en cualquier tratamiento de fecundación in vitro, tras la estimulación ovárica y previo a la fecundación de los óvulos y la transferencia de los embriones.

## Procedimiento

### Estimulación ovárica
Durante el ciclo reproductivo de la mujer, muchos folículos empiezan a madurar dentro de los ovarios, aunque generalmente sólo uno de ellos terminará su maduración. En la estimulación ovárica lo que se pretende es que maduren varios de estos folículos que comienzan su desarrollo. De esta manera se intenta disponer de un número mayor de ovocitos con los que posteriormente poder llevar a cabo el tratamiento.
La estimulación ovárica comienza inhibiendo la hipófisis para que no pueda producirse la ovulación fuera de los plazos previstos, previniendo la pérdida innecesaria de ovocitos.
Los fármacos administrados durante este procedimiento son tratamientos hormonales que contienen hormona foliculoestimulante o FSH y/o hormona luteinizante o HL. Como esta última, la hormona luteinizante (LH), tiene muchas dificultades para sintetizarse, se administra hCG. La gonadotropina coriónica humana (hCG) es un análogo de la LH, ya que sus subunidades alfas son muy similares. Además, en la última fase se da un aporte de progesterona. Este proceso suele durar entre 8 y 14 días.
El número de folículos que van madurando en cada ovario se sigue mediante ecografía. Cuando en las sucesivas ecografías se observa que uno o varios folículos han alcanzado un tamaño apropiado, se suspende el tratamiento y se provoca la ovulación. Esto se lleva a cabo mediante la administración de gonadotropina coriónica humana (GCH).

### Punción ovárica
La punción ovárica es una intervención sencilla .pero debe realizarse en quirófano, generalmente bajo anestesia local o sedación, aunque también puede emplearse anestesia general o de ningún tipo.
Para poder tener localizados los folículos se emplea un ecógrafo transvaginal que va unido a una aguja con la que se punciona a través de la vagina o perforando el útero. Una vez que la aguja está correctamente situada y el folículo está localizado, un sistema conectado a la aguja aspira el líquido folicular y se transfiere a tubos de ensayo. En este líquido es donde están contenidos los óvulos. Los tubos de ensayo en los que se recoge el líquido folicular se llevan al laboratorio inmediatamente y bajo el microscopio se localizan y limpian los óvulos, retirándoles mediante métodos mecánicos las células de la granulosa.

### Fecundación de los óvulos
Una vez que se tienen los ovocitos en el laboratorio, se limpian y clasifican, incubándolos hasta el momento de la inseminación. El semen se recoge generalmente el mismo día y puede prepararse mediante capacitación o para eliminar alguna sustancia que pueda entorpecer el procedimiento.
La fecundación puede llevarse a cabo mediante dos procedimientos diferentes, que atienden a las necesidades específicas de cada pareja:
- Fecundación in vitro o FIV: los ovocitos y los espermatozoides se ponen en contacto en gotas suspendidas en placas de petri, esperando que los espermatozoides los fecunden.
- Microinyección espermática o ICSI: mediante una microaguja se introduce un espermatozoide en el citroplasma del óvulo, forzando la fecundación.

### Transferencia de embriones
La transferencia se realiza una vez que los embriones han alcanzado el tamaño adecuado y se han seleccionado los que presentan una mayor viabilidad. Si quedan algunos que tengan buen pronóstico, se suelen congelar en vista de futuros tratamientos.
Tras la selección, los embriones se introducen en un catéter de transferencia o una cánula y se depositan en el interior del útero.

## Casos
La punción folicular se recomienda en distintos casos durante tratamientos de reproducción asistida. No se lleva a cabo en todas las pacientes y el destino de los óvulos puede ser diferente, como se verá con un poco más de detalle a continuación.

### Donación de gametos
En los casos en los que una paciente tiene mala calidad ovocitaria, como puede ser en mujeres de edad más avanzada, o en aquellos casos en los que no se produzcan óvulos, es necesario recurrir a los ovocitos de una donante para realizar los tratamientos de reproducción.
La donación de gametos, tanto masculinos como femeninos, no puede tener retribución, es decir, el donante no puede lucrarse con la donación de sus óvulos o su esperma, pero en España sí que se contempla una compensación económica para compensar las posibles molestias.
Tras someter a la donante al tratamiento hormonal descrito en el apartado de "Procedimiento", se retiran los óvulos y se conservarán criogenizados, descongelándose una vez vayan a ser usados en un tratamiento.
La selección de los óvulos apropiados para una paciente no se realizan en función de sus preferencias ni puede ser ella la que elija la donante, sino que es el equipo clínico quien decide la donante apropiada basándose en caracteres fenotípicos que sean lo más acordes posible a las características físicas de la paciente que recibirá los óvulos.

### Conservación de gametos
Los óvulos pueden ser extraídos y preparados para su conservación en circunstancias muy diversas.
La primera de ellas es la prevención. A pesar de que todavía no es una práctica muy extendida, cada vez son más mujeres las que deciden conservar sus óvulos en una edad fértil idónea (20-30 años, preferentemente 20-25) en vistas a realizarse un tratamiento de reproducción más adelante, cuando su propia calidad ovocitaria se haya visto disminuida y se quieran transferir embriones que se hayan desarrollado a partir de óvulos propios pero con una calidad mayor.
También se realiza antes de la práctica de tratamientos agresivos como la quimioterapia, que pueden afectar seriamente a la calidad ovocitaria o incluso conducir a la esterilidad. Las mujeres que van a someterse a este tipo de terapias, sobre todo si están en una edad fértil apropiada, pueden conservar sus óvulos para poder emplearlos en tratamientos posteriores a las terapias agresivas y, de este modo, tener hijos propios sanos sin necesidad de emplear óvulos de donante.

### Tratamientos de reproducción asistida
El último de los casos que se detallarán es aquel en el que, tras la realización de la punción, se observa que el número de ovocitos recuperados no es el adecuado para realizar el tratamiento de reproducción, de modo que quedarán conservados hasta posteriores punciones que contribuyan a alcanzar un número más apropiado de los mismos, intentando elevar las posibilidades de éxito del tratamiento.
- Datos: Q6092823